# Conchita Wurst
Thomas "Tom" Neuwirth (sinh ngày 6 tháng 11 năm 1988), thường được biết tới với tên gọi Conchita Wurst, là một ca sĩ người Áo. Wurst là ca sĩ đại diện cho nước Áo trình diễn tại Eurovision Song Contest 2014 tổ chức ở Copenhagen, Đan Mạch và đoạt giải với ca khúc Rise Like a Phoenix. Neuwirth mô tả mình là một người đồng tính nam và sử dụng đại từ nhân xưng của phái nữ để mô tả về Wurst - một nhân cách khác của con người mình.

## Tiểu sử và sự nghiệp
Neuwirth sinh ra tại Gmunden, Áo (có tài liệu ghi là làng Bad Mitterndorf, huyện Liezen thuộc bang Steiermark) và lớn lên ở vùng Styria. Trong năm 2011, Neuwirth tốt nghiệp Trường đào tạo Thời trang Graz và sống tại nhiều địa điểm khác nhau thuộc Viên.

### Starmania

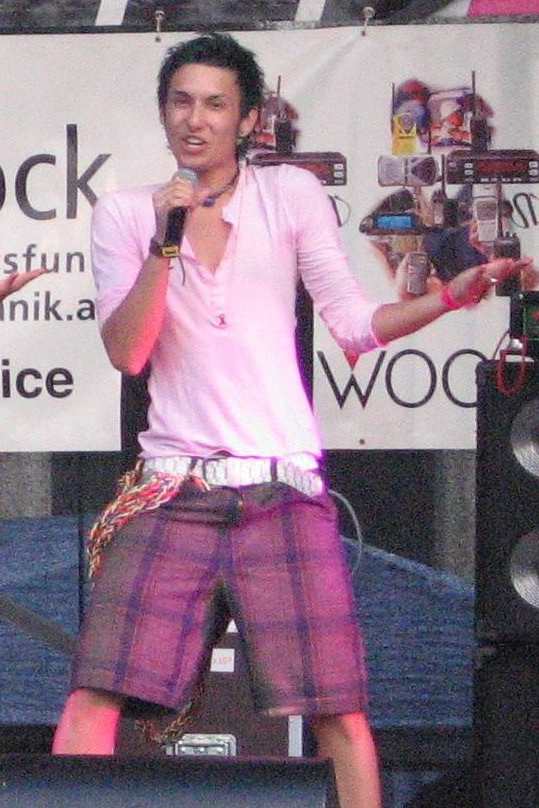
Neuwirth trong ban nhạc Jetzt Anders! năm 2007.

Trong năm 2006 - 2007, Neuwirth là thí sinh góp mặt tại đêm chung kết của Starmania - cuộc thi tài năng âm nhạc của Áo do đài truyền hình quốc gia ORF (đài truyền hình) tổ chức, anh về nhì sau Nadine Beiler. Năm 2007, Neuwirth cùng với Falco De Jong Luneau, Johannes "Johnny" K. Palmer và Martin Zerza - những người bạn trong cuộc thi lập ra nhóm nhạc nam Jetzt Anders!, nhưng ban nhạc này tan rã trong cùng năm.

### Nhân vật Conchita Wurst
Trong năm 2011, Neuwirth xuất hiện trở lại trên chương trình truyền hình thực tế Die große Chance với một diện mạo phụ nữ khác hẳn, giống như một diva với một chòm râu xồm cùng một cái tên mới, "Conchita Wurst". Neuwirth giải thích, đây là phản ứng của anh đối với những phê phán và hành động kỳ thị mà Neuwirth phải trải qua trong thời thiếu niên vì khuynh hướng đồng tính của mình. Với diện mạo Conchita Wurst, Neuwirth hy vọng rằng hành động này sẽ giúp giới trẻ được chấp nhận vì bất cứ lý do gì làm họ khác biệt so với những người khác. "Diện mạo này là dành cho một thông điệp quan trọng, đó là một lời kêu gọi khoan dung đối với tất cả mọi thứ có sự khác nhau", Wurst cho biết.
Bộ râu - theo anh - là điểm làm Wurst khác biệt với các nhân vật giả gái khác. Giới tính trộn lẫn trong nhân vật Conchita Wurst, đó có thể là một người đàn ông giả gái, hoặc là một phụ nữ giả trai. Đối với Neuwirth, bộ râu xồm được dùng để cố ý khiêu khích: "Bộ râu được dùng để gây sự chú ý, bởi vì mọi người sẽ ngạc nhiên khi nhìn thấy một người phụ nữ có râu. Tôi muốn mọi người từ đó suy nghĩ về khuynh hướng tình dục của người khác, hay hơn nữa - về sự khác biệt của một người.",
Tên riêng Conchita được một người bạn gái ở Cuba đặt cho Neuwirth. Tên họ Wurst, mang nghĩa "xúc xích" trong tiếng Đức, được ca sĩ này liên hệ từ một câu thành ngữ thông dụng trong tiếng Đức, "Das ist mir doch alles Wurst",  có nghĩa "Với tôi thì tất cả đều giống nhau, cái nào cũng vậy" và "Tôi không quan tâm". Wurst cho biết tên họ của mình được đặt theo nét nghĩa đầu tiên, hàm ý không nên phân biệt cái nhìn bề ngoài và nguồn gốc của một người. "Thực sự không có vấn đề gì với việc một người đến từ đâu, và bề ngoài của họ ra sao", Wurst cho biết thêm.
Trong năm 2012, Conchita Wurst đứng thứ nhì trong cuộc tuyển chọn cho Eurovision Song Contest 2012, sau ban nhạc hip-hop Trackshittaz.

### Eurovision Song Contest 2014

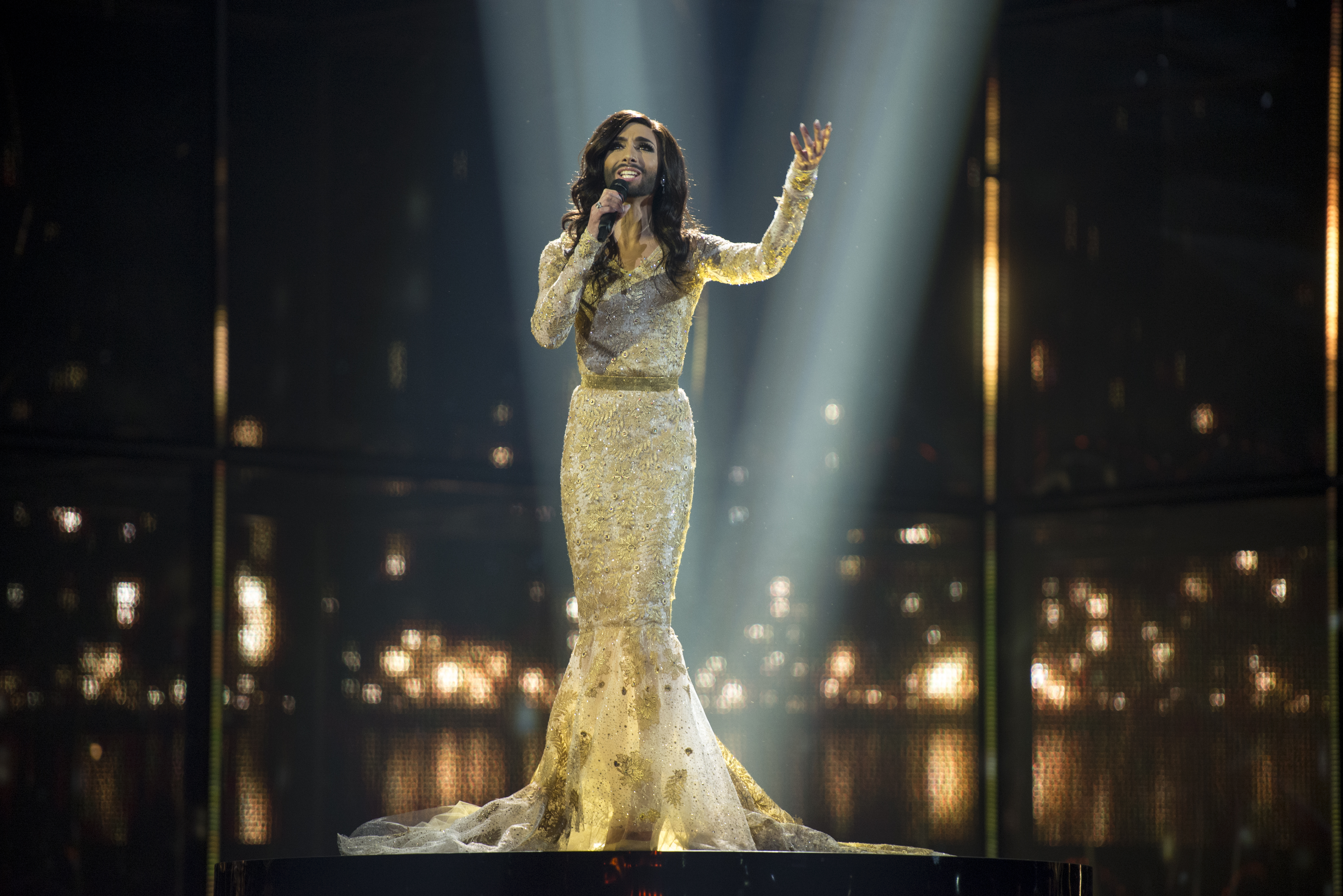
Conchita Wurst tại Eurovision Song Contest 2014.

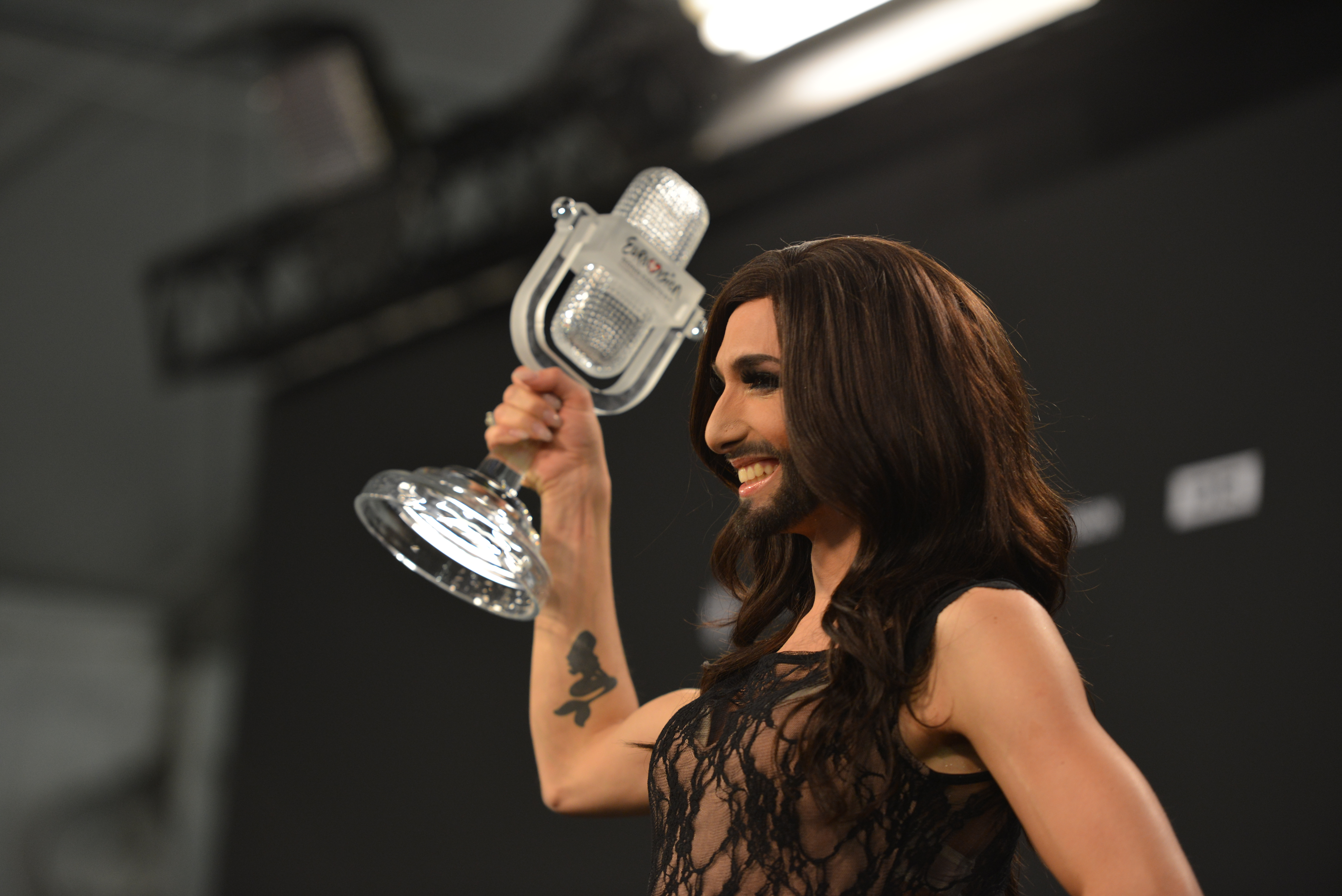
Conchita Wurst chiến thắng tại Eurovision Song Contest 2014.

Ngày 10 tháng 9 năm 2013, có thông báo rằng Wurst sẽ đại diện cho nước Áo tại Eurovision Song Contest 2014, được tổ chức tại Copenhagen, Đan Mạch, sau khi được lựa chọn bởi đài truyền hình quốc gia Áo ORF.
Sự lựa chọn Wurst đã gây ra tranh cãi tại Áo. Bốn ngày sau khi ORF công bố quyết định, hơn 31.000 người đã ấn vào biểu tượng thích (Like) của trang Facebook mang tên "Anti-Wurst" (chống lại Wurst).
Vào tháng 10, Bộ Thông tin Belarus nhận được một bản kiến nghị kêu gọi BTRC, đài truyền hình nhà nước của Belarus, cắt bỏ phần trình diễn của Wurst khỏi chương trình phát sóng Eurovision của họ. Bản kiến nghị cho rằng màn trình diễn sẽ biến Eurovision "thành một cái ổ đồng tính" ("into a hotbed of sodomy"). Tháng 12, một bản kiến nghị tương tự xuất hiện tại Nga. Vào tháng 3 năm 2014, ca khúc của Wurst được tiết lộ là "Rise Like a Phoenix".
Tại đêm bán kết thứ hai vào ngày 8 tháng 5, Wurst đạt đủ điều kiện để lọt vào đêm chung kết ngày 10 tháng 5. Tại vòng chung kết được tổ chức tại Copenhagen vào ngày 10 tháng 5 năm 2014, cô đã giành chiến thắng với 290 điểm. Đây là lần thứ hai Áo vô địch tại một cuộc thi Eurovision sau lần thắng Eurovision 1966.

## Danh sách đĩa nhạc

### Đĩa đơn
| 2011                                                                        | "Unbreakable"         | 32 | — | —  | — | — | —  | — | —  | — | —  | Đĩa đơn không thuộc album |
| 2012                                                                        | "That's What I Am"    | 12 | — | —  | — | — | —  | — | —  | — | —  | Đĩa đơn không thuộc album |
| 2014                                                                        | "Rise Like a Phoenix" | 35 | 8 | 19 | 6 | 5 | 10 | 3 | 27 | 2 | 17 | Đĩa đơn không thuộc album |
| Dấu "—" biểu thị một đĩa đơn không được xếp hạng hoặc không được phát hành. |                       |    |   |    |   |   |    |   |    |   |    |                           |